# Leave No Trace (ethiek)

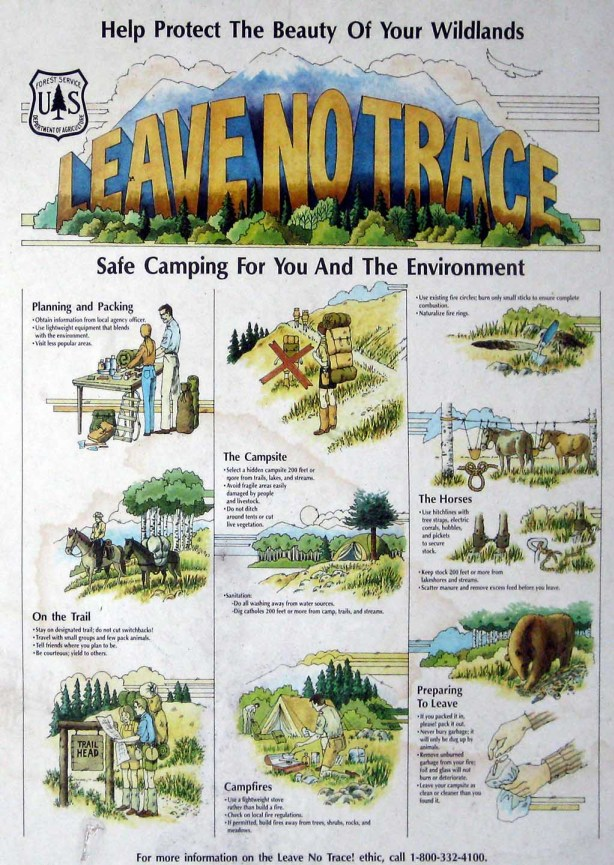
Leave No Trace poster

Leave No Trace is een ethische gedragscode in het kader van het behoud en de duurzaamheid van de wildernis. Het bestaat uit 7 principes :
- Plan vooruit en bereid je voor.
- Wandel en kampeer op duurzame ondergrond.
- Laat geen afval achter.
- Laat alles liggen.
- Kijk uit met kampvuren.
- Respecteer de buren (fauna en flora).
- Respecteer de andere bezoekers.

Deze principes kunnen worden aangepast voor verschillende activiteiten, ecosystemen en omgevingen. Sinds haar oprichting in 1994 onderricht Leave No Trace Center For Outdoor Ethics, een non-profitorganisatie ook gekend als Leave No Trace, mensen over hun impact op de natuur en de Leave No Trace-principes om die impact te voorkomen of te minimaliseren. 

## Ontstaan
Midden de 20e eeuw vond er een kleine culturele omwenteling plaats in de ethiek van de wildernis. Van bushcraft, waarbij mensen er zich op voorstonden in de wildernis te kunnen overleven op basis van wat ze vonden in de natuur, naar een naoorlogse ethiek van een minimale impact op de natuur. Leave No Trace kwam tot ontwikkeling in de jaren 1960 en 1970. Door technologische ontwikkelingen in het kampeerassortiment zoals gaskacheltjes, synthetische tenten en luchtbedden, trokken meer mensen de natuur in. Daardoor ontstond een stijgende commerciële interesse in buitenrecreatie met nog meer bezoekers in de natuurparken als gevolg. Hierdoor begonnen de United States Forest Service (USFS), het Bureau of Land Management (BLM) en de National Park Service (NPS) hun bezoekers aan te leren van de natuur te genieten met een minimale impact op de omgeving. 'Wilderness Informational Specialists' werden opgeleid om bezoekers te leren kamperen met een minimale impact in de verschillende nationale parken. In 1987 ontwikkelden de drie diensten samen een pamflet genaamd: "Leave No Trace Land Ethics".
Nog in de jaren 1970 bepleitten verenigingen als de Sierra Club kampeertechnieken met minimale impact. Ook de Amerikaanse scouts bepleitten het trainen en implementeren van de Leave No Trace-ethiek en -principes in die periode. In 1990 werd een nationaal onderwijsprogramma ontwikkeld door de USFS in samenwerking met de National Outdoor Leadership School. De BLM, NPS en de United States Fish and Wildlife Service (USFWS) traden kort daarop toe tot het programma.

## Principes
Leave No Trace biedt een kader voor gedrag en omgang in en met de natuur, tijdens buitenrecreatie, samengevat in 7 principes:
1. Plan vooruit en bereid je voor: Bij onverwachte situaties nemen slecht voorbereide mensen hun toevlucht tot oplossingen met hoge impact die de natuur benadelen en waarbij ze zichzelf in gevaar brengen. Deftig plannen leidt tot een minimale impact. Zorg dat je weet waar je naartoe gaat, welke regels er gelden en waar je voor moet opletten in dat gebied. Gebruik kaart en kompas in plaats van verf, linten of stapels stenen.
2. Wandel en kampeer op duurzame ondergrond: Schade aan een gebied ontstaat wanneer oppervlaktevegetatie of gemeenschappen van organismen onherstelbaar worden vertrapt. De daaruit voortvloeiende kale omgeving leidt tot onbruikbare paden, kampeerplaatsen en bodemerosie. Maak geen kampeerplaatsen maar vindt ze. Blijf weg van oevers. Blijf steeds op de wandelpaden.
3. Laat geen afval achter: Afval en zwerfvuil ontsieren de natuur en staan hoog op de ergernissenlijst van de andere natuurliefhebbers. Het doet sterk afbreuk aan de natuurlijke schoonheid van een omgeving en kan zelfs grotere milieuschade veroorzaken. Als er geen vuilbakken voorhanden zijn dienen bezoekers alle afval terug mee te nemen, ook afval van groenten en fruit. Sommige activiteiten veroorzaken afvalwater en ontlastingsafval en dienen op een juiste wijze verwijderd te worden volgens de Leave No Trace-principes. Urineren is geen inbreuk op Leave No Trace, maar de vaste ontlasting dient begraven te worden op een zekere afstand van paden en waterbronnen en toiletpapier mag niet achtergelaten worden. Gebruik biologisch afbreekbare wasmiddelen. Gebruik geen zeep in een rivier.
4. Laat alles liggen: Leave No Trace leert mensen om aanpassingen aan de omgeving tot een minimum te beperken. Graaf geen greppels. Snij of breek geen takken van bomen en struiken. Sla geen nagels in bomen. Verwijder geen stenen en takken en verplaats geen natuurlijke voorwerpen. Leg geen stenen op elkaar. Dieren huizen onder stenen en andere natuurlijke voorwerpen.
5. Kijk uit met kampvuren: Omdat de omgeving van vele kampeerplaatsen is aangetast door het gebruik van kampvuren raadt Leave No Trace aan gebruik te maken van alternatieven of slechts zeer kleine vuurtjes te stoken en enkel waar dat is toegelaten.
6. Respecteer de buren (fauna en flora): Minimaliseer je impact op wildlife en het ecosysteem. Voeder geen dieren en berg je voedsel goed op. Benader geen dieren, zeker niet in de paar- en broedtijd. Maak niet te veel lawaai.
7. Respecteer de andere bezoekers: De wandeletiquette volgen en zich rustig houden zorgt voor een minimale impact op de andere bezoekers. Begroet de ander. Geef voorrang aan snellere weggebruikers of tegenliggers. Wie stijgt heeft voorrang op wie daalt. Als een hond al is toegelaten, houd hem dan aan de leiband. Honden kunnen onverwacht uit de hoek komen of wilde dieren achternagaan.

## Organisatie
Sinds 1994 wordt het Leave No Trace-programma door het Leave No Trace Center for Outdoor Ethics beheerd. Dat is een Amerikaanse non-profitorganisatie die zich heeft toegelegd op verantwoordelijk genieten en actief beheer van de resterende natuur wereldwijd. 
Het doel van het centrum is mensen leren op een verantwoordelijke manier van de natuur te genieten. Dat doel probeert men te bereiken door het geven van opleiding, het doen van onderzoek, vrijwilligerswerk en het vormen van samenwerkingsverbanden.
Het centrum werkt samen met NPS, USFS, BLM, USFWS, het United States Army Corps of Engineers en andere partners zoals scholen, universiteiten, ngo's, jeugdbewegingen en de American Camp Association.
Er bestaan ook officiële Leave No Trace-organisaties in Australië, Canada, Ierland en Nieuw-Zeeland.

## België en Nederland
In België en Nederland is het Leave No Trace-principe gangbaar onder fervente wandelaars die naar het buitenland trekken op zoek naar ongerepte natuur. Wandelorganisaties en commerciële reisbureaus voor de actieve reiziger brengen er leden en klanten mee in aanraking.